# Гуйче (гміна)
Гміна Гуйче — колишня (1934—1939 рр.) сільська ґміна Равського повіту Львівського воєводства Польської республіки (1918—1939) рр. Центром ґміни було село Гійче.

1 серпня 1934 р. було створено ґміну Гуйче у Равському повіті. До неї увійшли сільські громади: Гуйче, Голе Равскє, Сеньковіце, Вулька Мазовєцка, Забоже.

У 1934 р. територія ґміни становила 100,54 км². Населення ґміни станом на 1931 рік становило 8 544 особи. Налічувалось 1 633 житлові будинки. 

Відповідно до Пакту Молотова — Ріббентропа 26 вересня територія ґміни була зайнята СРСР. Ґміна ліквідована в 1940 р. у зв’язку з утворенням району.